# 奈良県の柿生産者による総理大臣官邸表敬訪問

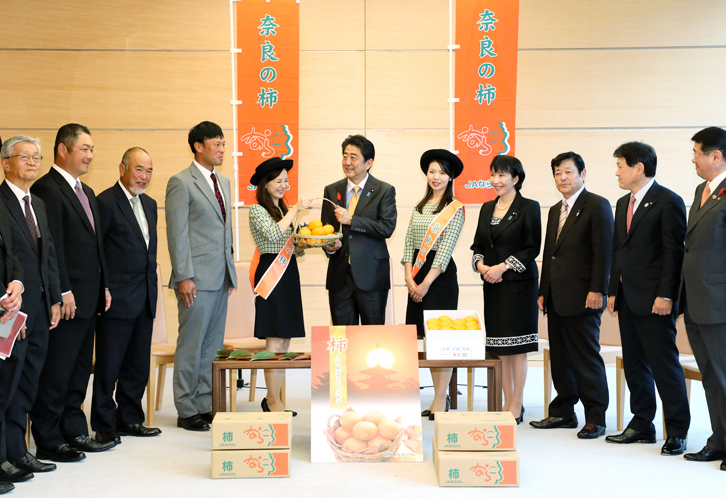
2018年10月11日

奈良県の柿生産者による総理大臣官邸表敬訪問（ならけんのかきせいさんしゃによるそうりだいじんかんていひょうけいほうもん）では、奈良県五條市の特産物である柿を内閣総理大臣に贈呈するために、奈良県の柿生産者が内閣総理大臣官邸を訪れる行事について述べる。

## 概要
2013年度から毎年、奈良県農産物生産・流通部会果樹部会が中心となって総理大臣官邸の表敬訪問が行われている。これは五條市を中心とした「奈良の柿」の積極的なPR戦略の一環であり、「奈良の柿レディ」と呼ばれる女性から首相へと柿の贈呈が行われる。また、表敬訪問が始まった安倍政権以来、柿を受け取った首相は柿にまつわる俳句を読むのが慣例となっている（後述）。

## 背景
奈良県五條市の吉野地域は柿、梅、梨などの果樹栽培が非常に盛んな地域であるが、特に旧西吉野町を中心として広大な柿の果樹園が広がり、全国有数の柿生産地となっている。実際に生産量全国2位である奈良県の柿生産量のうち95％が五條市で生産され、市町村単位では全国1位の生産量を誇る。品種は甘柿では「富有」、渋柿では「平核無」と「刀根早生」の生産が盛んである。
こうした状況から、五條市では「日本一の柿のまち」としてPRを行なっており、奈良県と一体となって、特に優れた地場産品をリーディング品目と位置付けて「奈良県プレミアムセレクト」として認証する制度を設けたり、柿博物館を運営したりと、積極的な宣伝活動を行なっているが、その一環として2013年度から奈良県農産物生産・流通部会果樹部会によって総理大臣官邸の表敬訪問が行われているのである。
また2012年から2020年まで総理大臣を務めた安倍晋三は7年間連続で首相官邸表敬訪問を受け、退任後も衆議院会館議員事務所で表敬訪問を受けた。こうした経緯から、2022年に銃撃され死亡した際には五條市役所内で追悼植樹が行われた。植樹された柿は安倍が好んだ渋柿「平核無」であった。

## 総理大臣の「一句」
表敬訪問を受けた際、首相は正岡子規が奈良旅行の際に詠んだとされる俳句、「柿くへば鐘が鳴るなり法隆寺」に擬えて俳句を詠むのが慣例となっている。

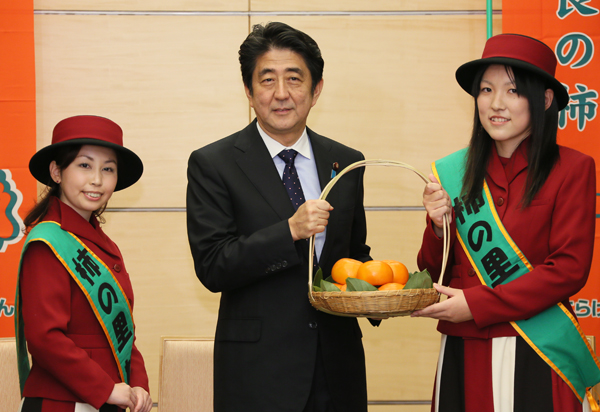
2013年10月22日
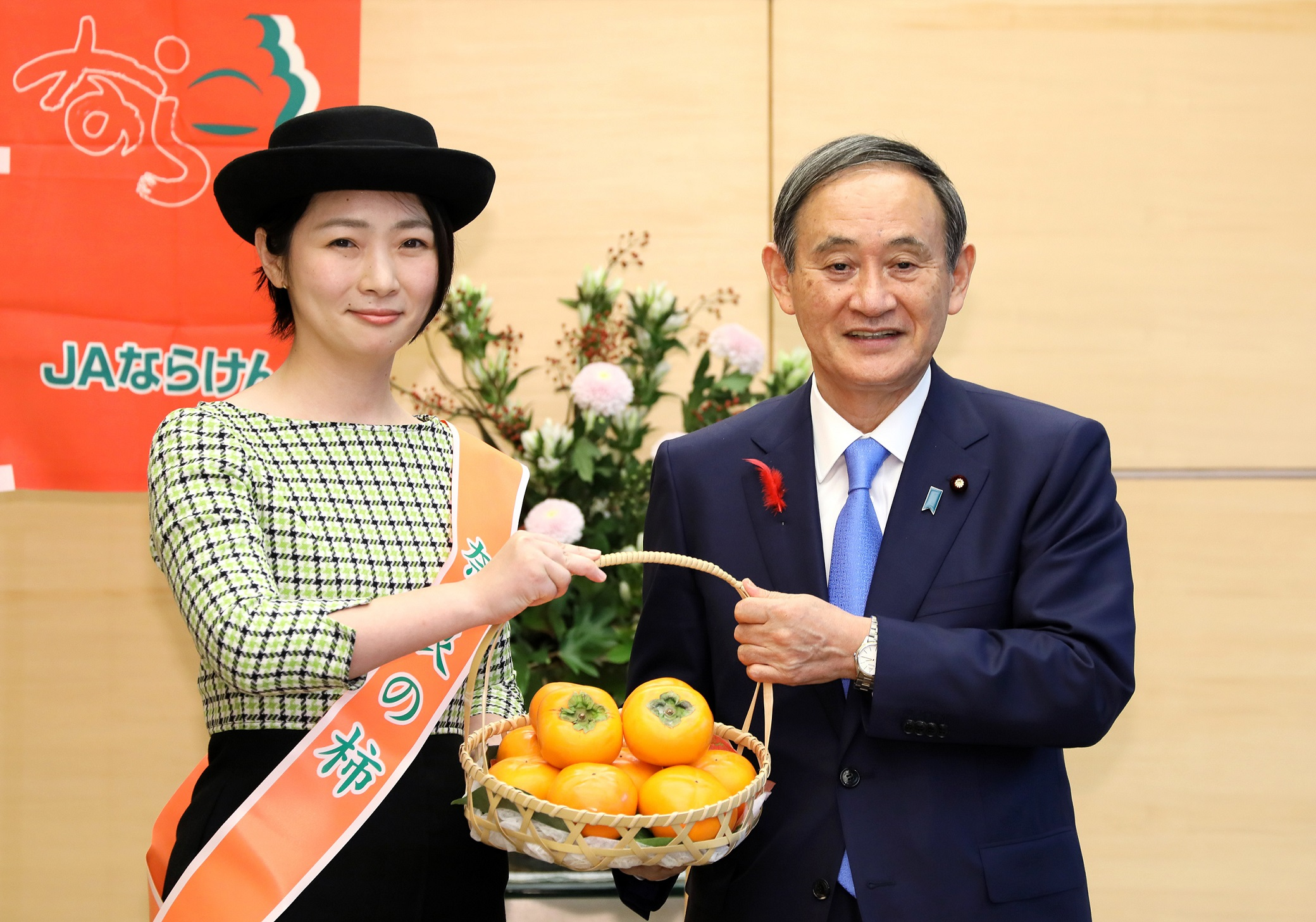
2020年10月15日
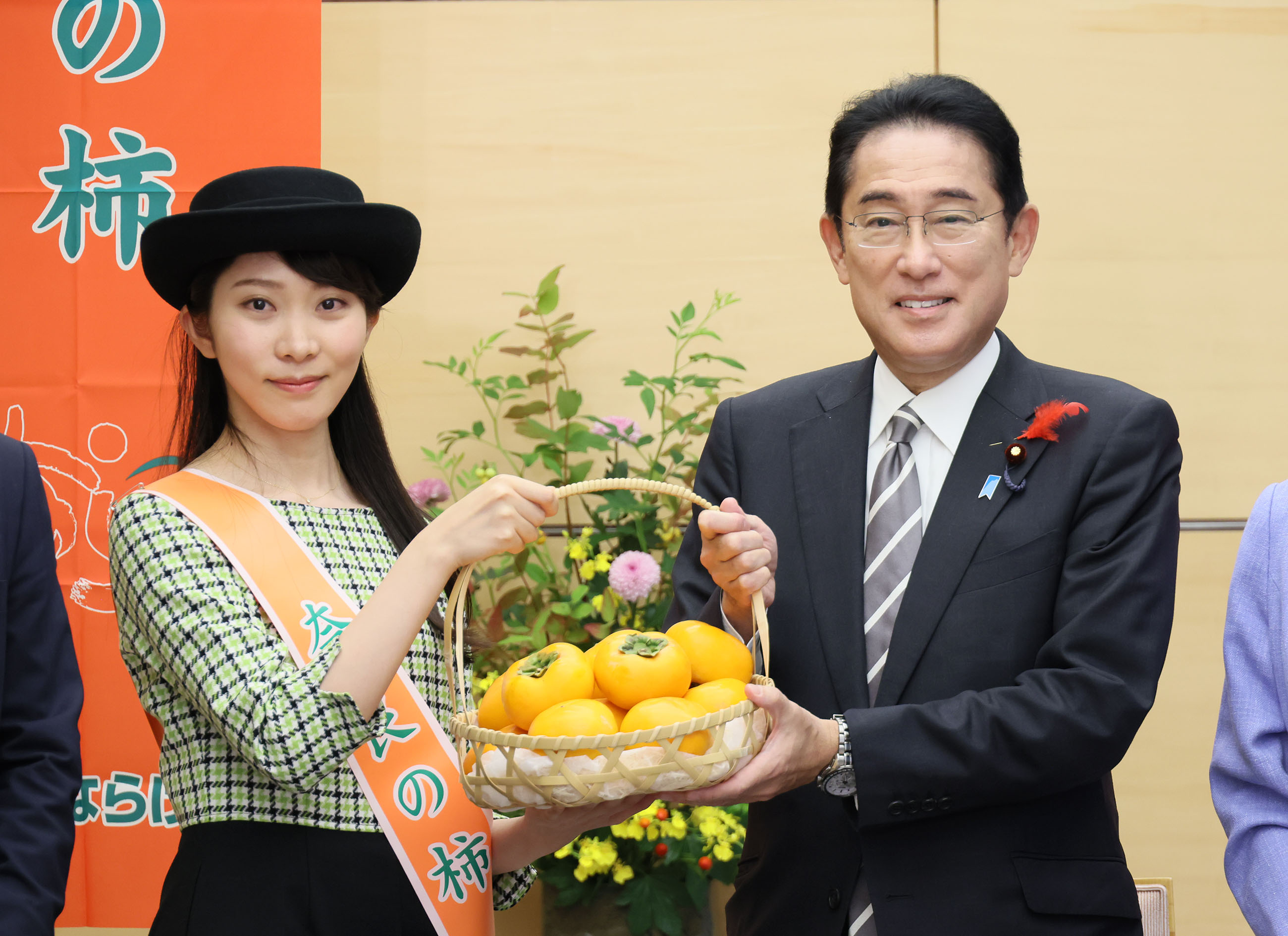
2022年10月14日

|                  | 首相     | 俳句                                   | 備考                                                                         | 出典          |
| ---------------- | -------- | -------------------------------------- | ---------------------------------------------------------------------------- | ------------- |
| 2013(平成25)年度 | 安倍晋三 |                                        |                                                                              |               |
| 2014(平成26)年度 | 安倍晋三 | 「柿くえば 景気良くなる 奈良のまち」   |                                                                              | [ 8 ]         |
| 2015(平成27)年度 | 安倍晋三 | 「柿くえば さらに良くなる 奈良のまち」 |                                                                              | [ 9 ]         |
| 2016(平成28)年度 | 安倍晋三 | 「柿くえば ふところ豊か 奈良のまち」   | 農産物の輸出拡大支援を反映したもの                                           | [ 10 ]        |
| 2017(平成29)年度 | 安倍晋三 | 「柿くえば 心豊かに 奈良のまち」       |                                                                              | [ 11 ]        |
| 2018(平成30)年度 | 安倍晋三 | 「柿くえば 笑顔広がる 奈良のまち」     |                                                                              | [ 12 ]        |
| 2019(令和元)年度 | 安倍晋三 | 「柿くえば 令和輝く 奈良のまち」       | 改元し年号が令和になったことにちなむ                                         | [ 13 ] [ 14 ] |
| 2020(令和2)年度  | 菅義偉   | 「柿くえば ふるさと思う 奈良のまち」   | 秋田県出身で地方重視の姿勢を掲げていることを反映したもの                     | [ 2 ] [ 15 ]  |
| 2021(令和3)年度  | 岸田文雄 | 「柿くえば コロナ打ち勝つ 奈良のまち」 | 新型コロナウイルス感染症の収束を祈念したもの                                 | [ 16 ] [ 17 ] |
| 2022(令和4)年度  | 岸田文雄 | 「柿くえば 観光復活 奈良のまち」       | 俳句を披露したのち、全国的な観光業支援について触れた                         | [ 18 ]        |
| 2023(令和5)年度  | 岸田文雄 | 「柿くえば よりよい明日へ 奈良のまち」 | 同年10月23日の臨時国会にて行われた所信表明演説の一節から                     | [ 19 ] [ 20 ] |
| 2024(令和6)年度  | 石破茂   | 「奈良の柿 郷にも浦にも 茂る秋」       | 正岡子規の「柿くへば鐘が鳴るなり法隆寺」に擬えて俳句を読む慣例を初めて覆した | [ 21 ]        |

- 2013年10月22日
- 2020年10月15日
- 2022年10月14日